# Kostel svatého Václava (Srbská Kamenice)
Kostel svatého Václava v Srbské Kamenici se nachází ve střední části obce a je pozdně barokní sakrální stavbou a architektonickou krajovou dominantou. Z pohledu od kostela se otvírá naopak široký výhled do údolí říčky Kamenice s protilehlými vrchy. Kostel byl zapsán do státního seznamu kulturních památek.

## Historie

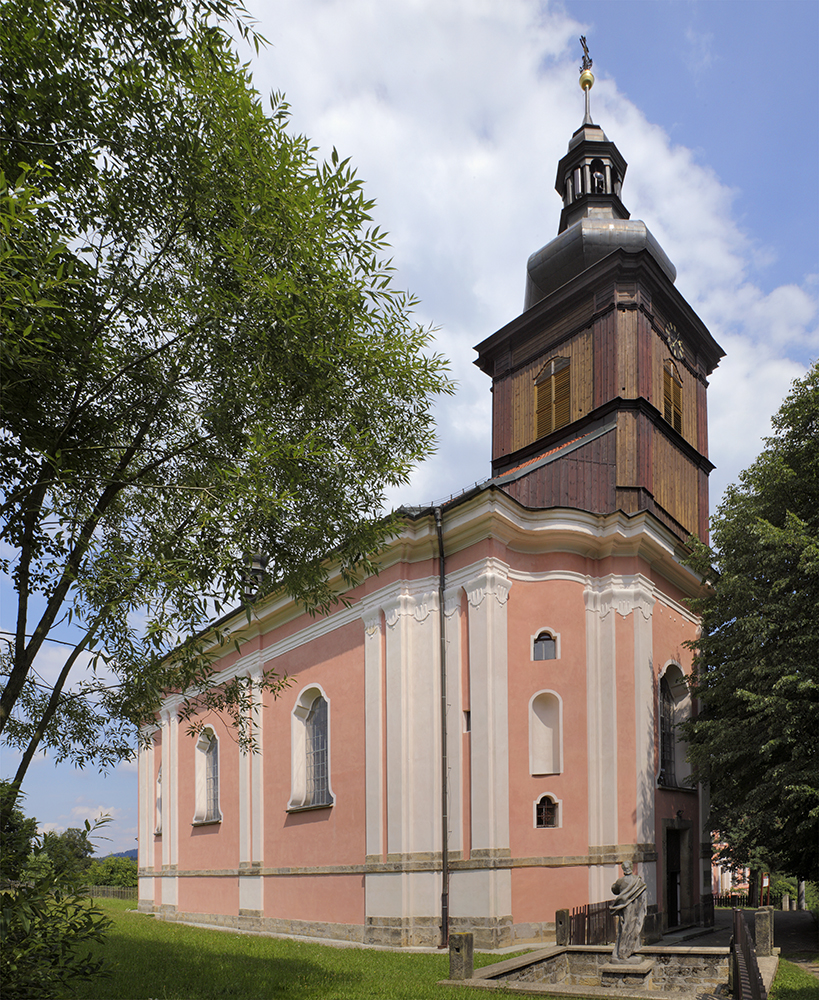
Kostel v Srbské Kamenici z boku

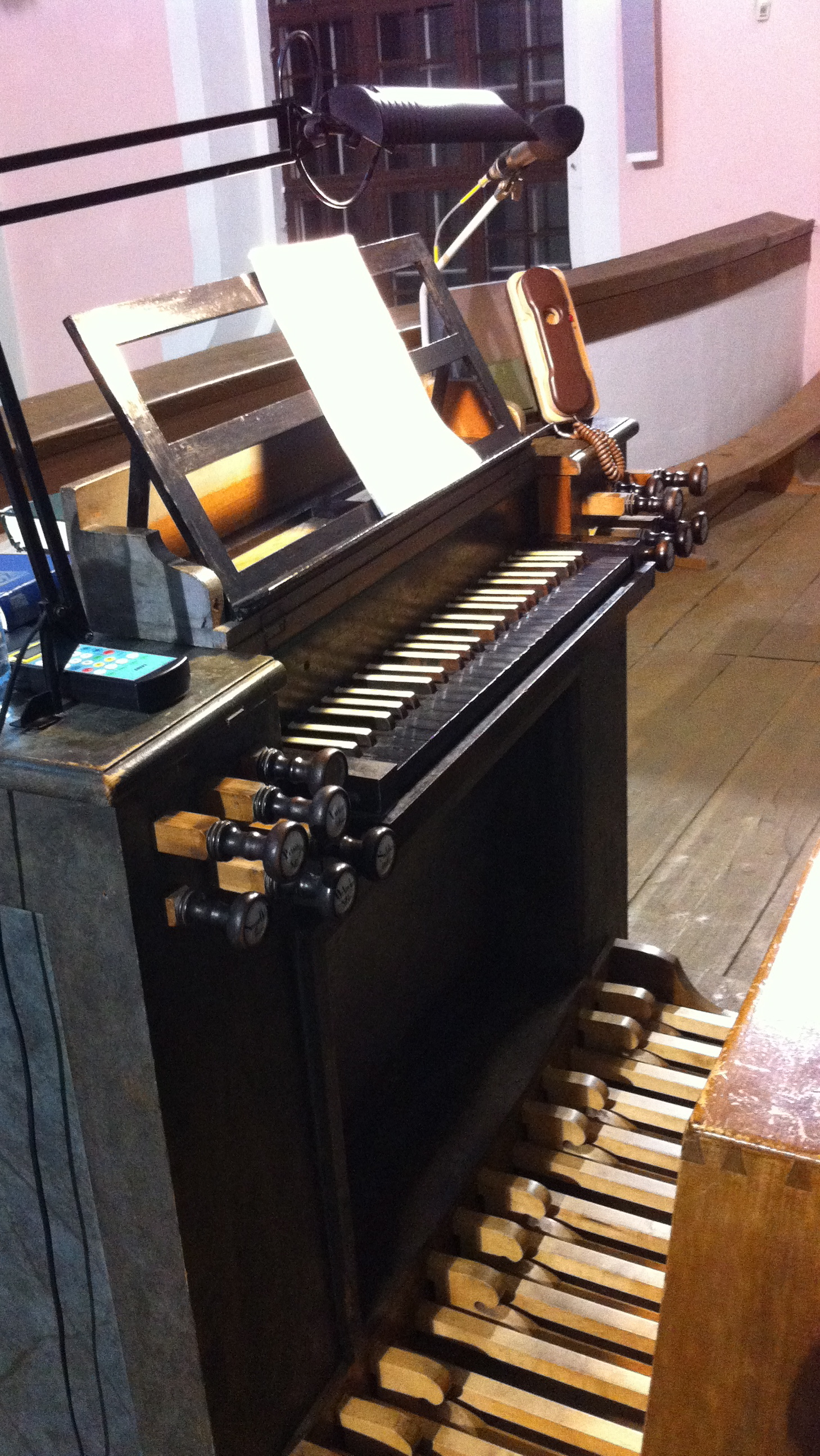
Hrací stůl varhan v Srbské Kamenici

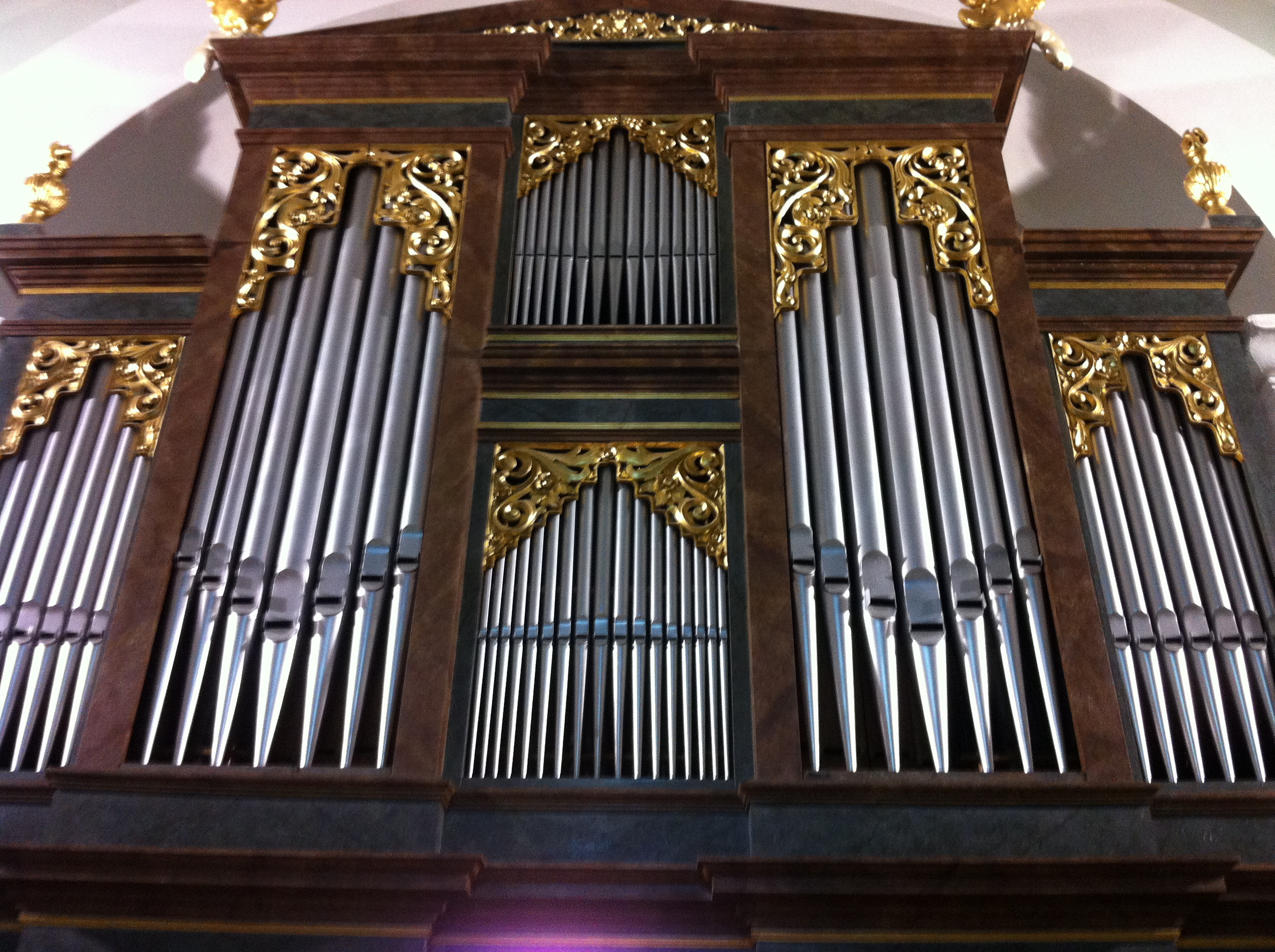
Varhany v kostele v Srbské Kamenici

Již soupis českých farností z roku 1352 obsahuje první zmínku o kostele v Srbské Kamenici. Tento první kostel stál zřejmě v prostoru dnešního hřbitova. Kdy však vznikl a jak vypadal není známo. Jednalo se zřejmě o dřevěnou stavbu. V období reformace v letech 1568–1630 sloužil luteránům. Protože poslední luteránský pastor Jakob Jüngling údajně při opuštění obce odnesl písemné záznamy, nové zápisy jsou datovány až rokem 1635. Středověká farnost zanikla a od roku 1630 byl se kostel stal filiálním k farnosti Česká Kamenice. Jako samostatná farnost byla Srbská Kamenice obnovena až v roce 1856. Stávající kostel nepostačoval kapacitou potřebám rostoucí obce, protože sloužil zároveň i pro Všemily a Jetřichovice bylo třeba postavit kostel nový, větší. Farnost v roce 1760 udává, že do ní patří kolem 1700 farníků. Základní kámen pro nový kostel, který ležel nad hřbitovem, byl položen 15. července 1772 a výstavba trvala další čtyři roky. Byl vystavěn v pozdně barokním slohu podle plánů J.W. Kosche stavitelem W. Sauerem. První mše svatá v něm byla sloužena na den sv. Václava 28. září 1776 a ke slavnostnímu vysvěcení došlo 20. října 1776. Náklady na stavbu dosáhly částky 20 tisíc zlatých.
V roce 1785 do něj byl instalován hlavní oltář z pražského paulánského klášterního kostela Nejsvětějšího Salvátora (dnešní evangelický kostel severně od Staroměstského náměstí). Pro tento oltář však kostel nebyl dostatečně vysoký, a proto byl nástavec oltáře se zpodobněním Svatého Ducha umístěn nad sakristii. Titulní obraz
z roku 1881 je dílem malíře Karla Javůrka. V roce 1864 byla postavena fara, která se zachovala dodnes. O deset let později byla postavena ohradní zeď hřbitova. V roce 1886 byla hlavní věž vysoká 34 metrů opatřena hromosvodem. Po poválečném vysídlení německy mluvícího obyvatelstva kostel začal pustnout. K výrazné obnově kostela došlo po konci totalitního komunistického režimu v Československu. Před započetím obnovy kostela se v něm již asi patnáct let nekonaly bohoslužby. V letech 1992–1995 byl kostel opraven a 23. září 1995 po opravě znovu požehnán litoměřickým biskupem Josefem Kouklem. 20. září 2003 byly pro kostel požehnány generálním vikářem litoměřické diecéze Karlem Havelkou dva nové zvony, sv. Václav a Srdce Ježíšovo. Tyto nové zvony byly pořízeny pomocí Česko-německého fondu budoucnosti, rodáků z Německa, obecní sbírce a darům družební farnosti Karbach, byly následně instalovány do zvonice a spolu se zvonem z roku 1683 vyzvánějí každý den.

## Architektura
Kostel je jednolodní, obdélný. Má obdélný, polokruhem ukončený presbytář s obdélnou sakristií po jižní straně. Nad sakristií je v patře oratoř. V západním zvlněném a odstupňovaném průčelí se nachází hranolová věž. Boční fasády člení čabrakové pilastry a okna kasulových tvarů.

## Vybavení
Hlavní oltář je rokokový. Pochází z poslední třetiny 18. století, má luisézní ornament a bohatou sochařskou výzdobu. Kazatelna je rokoková s reliéfem Krista-Dobrého pastýře a sochou Mojžíše. Jak hlavní oltář, tak i kazatelna jsou z pražského paulánského kostela. Křtitelnice je datována do roku 1736.

## Varhany
Kromě velkých mechanických klasicistních varhan z konce 18. století, které jsou na kruchtě, se v kostele nacházejí ještě jedny menší rovněž klasicistní na boční oratoři. Nástroje slouží mimo jiné při pořádání každoročního hudebního festivalu Srbskokamenické kulturní léto.

## Okolí kostela
Poblíž vstupu do chrámu je obnovená barokní vodní nádrž se sochou sv. Petra, pocházející z atiky kostela sv. Petra a Pavla v nedaleké Růžové. Na skále pod hřbitovem je vytesán reliéf Korunování Panny Marie z roku 1701.